# Dot Da Genius
Oladipo Omishore (født 17. juli 1986), professionelt kendt som Dot da Genius, er en amerikansk grammy-nomineret producer og lydtekniker, bedst kendt for sin produktion af Kid Cudis Day 'n' Nite. Han har også arbejdet sammen med store navne i hiphop-industrien, såsom Chip tha Ripper og Kanye West.